# Ausztrál cigányréce
Az ausztrál cigányréce (Aythya australis) a lúdalakúak rendjébe, ezen belül a récefélék (Anatidae) családjába és az Aythya nembe tartozó vízimadár.

## Rendszerezése
A fajt Thomas Campbell Eyton angol ornitológus írta le 1838-ban, a Nyroca nembe Nyroca australis néven.

## Alfajai
- Aythya australis australis (Eyton, 1838)
- Aythya australis extima Mayr, 1940[2]

## Előfordulása
Ausztrália, Indonézia, Kelet-Timor, Új-Kaledónia, Új-Zéland, Pápua Új-Guinea, a Salamon-szigetek és Vanuatu területén honos. Természetes élőhelyei az édesvízi mocsarak és vizes élőhelyek, valamint tengerpartok. Állandó, nem vonuló faj.

## Megjelenése
Testhossza 42–59 centiméter, a hím testtömege 525–1100 gramm, a tojóé 530–1060 gramm, szárnyfesztávolsága 65–70 centiméter.
|  |  |

## Életmódja
Tápláléka főleg növényi anyagokból áll, de vízi gerincteleneket is fogyaszt.

## Szaporodása
Fészekalja 9-14 tojásból áll.

## Természetvédelmi helyzete
Az elterjedési területe nagyon nagy, egyedszáma pedig stabil. A Természetvédelmi Világszövetség Vörös listáján nem fenyegetett fajként szerepel.